# Selva (Santa Fiora)
Pour les articles homonymes, voir Selva.
Selva est une frazione située sur la commune de Santa Fiora, province de Grosseto, en Toscane, Italie. Au moment du recensement de 2011 sa population était de 100 habitants.

## Géographie
Le village de Selva est situé sur les pentes du Mont Calvo, au sud du Mont Amiata, dans la haute vallée de la Fiora,.

## Monuments
- Couvent de la Sainte-Trinité de Selva (XVe siècle), avec l'église paroissiale Santo Stefano Protomartire[2],[3].
- Église Madonna Addolorata, petite église dans le centre du village (construite en 1828)[3].